# ГЕС Донг-Най 5
ГЕС Донг-Най 5 — гідроелектростанція у південній частині В'єтнаму. Знаходячись між ГЕС Донг-Най 4 (вище по течії) та ГЕС Трі-Ан, входить до складу каскаду на річці Донг-Най, яка починається на плато Lâm Viên та тече у західному і південному напрямках до злиття на околиці Хошиміна з річкою Сайгон (внаслідок цього формується Soài Rạp, котра за чотири десятки кілометрів досягає Південно-Китайського моря). Можливо відзначити, що нижче за течією планувалося спорудження ще кількох станцій (наприклад, Донг-Най 6 та Донг-Най 6А), проте ці проекти наразі відхилили.
Під час зведення ГЕС річку перекрили греблею з ущільненого котком бетону висотою 72 метри, завдовжки 471 метр та шириною по гребеню 10 метрів, яка потребувала 625 тис. м3 матеріалу. Вона утримує водосховище з площею поверхні 3,68 км2 та об'ємом 106 млн м3 (корисний об'єм 8,4 млн м3).
Пригреблевий машинний зал обладнали двома турбінами типу Френсіс потужністю по 76,9 МВт, які забезпечують виробництво 604 млн кВт-год електроенергії на рік.
Видача продукції відбувається по ЛЕП, розрахованій на роботу під напругою 220 кВ.